# Luigi Cevenini
Luigi Cevenini (13. březen 1895, Milán Italské království – 23. červenec 1968, Villa Guardia Itálie) byl italský fotbalový záložník a později i trenér. Byl také známý jako Cevenini III, jako třetí z pěti bratrů (ostatní byli Aldo, Mario, Cesare a Carlo), kteří tvořili jednu z hlavních italských fotbalových dynastií.
Do prvního utkání nastoupil v dresu AC Milán 28. dubna 1912 proti Janovu. Dal jedinou branku v utkání. Po většinu své kariéry byl spojen ale s městským rivalem Interem, s nímž v letech 1912 až 1927 odehrál v lize celkem 190 zápasů, v 10 sezónách nastřílel 158 branek. I tak stále zůstává pátým nejlepším střelcem Nerazzurri. Během 1. světové války se vrátil k Rossoneri ale hrál lokální poháry. Po válce se již objevil v dresu Nerazzurri, kde vyhrál v sezoně 1919/20 titul. V tomto období vytvořil spolu se svými bratry rekord, zcela mimořádný: 26. prosince 1920 bylo všech pět sourozenců (Aldo, Mario, Luigi, Cesare a Carlo) nasazeno proti US Milanese, které skončilo 2:1 pro Inter díky gólům Luigiho a Carla. Na sezonu 1921/22 si odskočil do Novese a taky tady slavil titul. Protože Nerazzurri hráli jiné soutěži (CCI). Do Juventusu přišel v roce 1927 a zůstal tam tři sezóny. Poté odešel do Messiny kde hrál roli hrajícího trenéra ve 3. lize.
Za reprezentaci odehrál celkem 29 utkání a svůj první zápas odehrál 31. ledna 1915 proti Švýcarsku (3:1). V sedmi utkání byl i kapitánem.

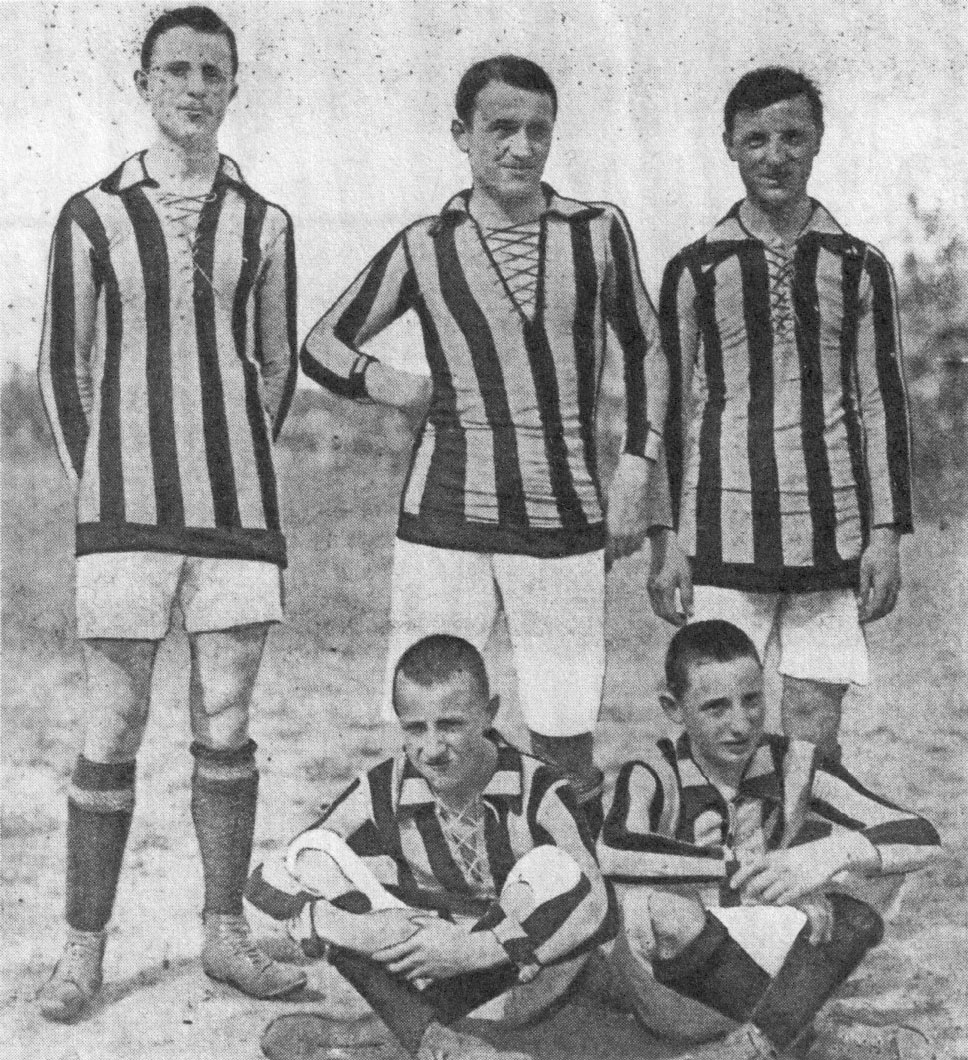
Luigi nahoře vpravo s bratry v roce 1920.

## Hráčská statistika
| Sezóna  | Klub     | Liga         | Liga   | Liga | Ligové poháry | Ligové poháry | Ligové poháry | Kontinentální poháry | Kontinentální poháry | Kontinentální poháry | Celkem | Celkem |
| Sezóna  | Klub     | Soutěž       | Zápasy | Góly | Soutěž        | Zápasy        | Góly          | Soutěž               | Zápasy               | Góly                 | Zápasy | Góly   |
| ------- | -------- | ------------ | ------ | ---- | ------------- | ------------- | ------------- | -------------------- | -------------------- | -------------------- | ------ | ------ |
| 1911/12 | Milán    | 1. Kategorie | 1      | 1    | -             | 0             | 0             | -                    | 0                    | 0                    | 1      | 1      |
| 1912/13 | Inter    | 1. Kategorie | 10     | 2    | -             | 0             | 0             | -                    | 0                    | 0                    | 10     | 2      |
| 1913/14 | Inter    | 1. Kategorie | 28     | 37   | -             | 0             | 0             | -                    | 0                    | 0                    | 28     | 37     |
| 1914/15 | Inter    | 1. Kategorie | 17     | 24   | -             | 0             | 0             | -                    | 0                    | 0                    | 17     | 24     |
| 1919/20 | Inter    | 1. Kategorie | 21     | 23   | -             | 0             | 0             | -                    | 0                    | 0                    | 21     | 23     |
| 1920/21 | Inter    | 1. Kategorie | 19     | 31   | -             | 0             | 0             | -                    | 0                    | 0                    | 19     | 31     |
| 1921/22 | Novese   | 1. Divize    | 19     | 6    | IP            | 1+            | 3+            | -                    | 0                    | 0                    | 20+    | 9+     |
| 1922/23 | Inter    | 1. Divize    | 19     | 9    | -             | 0             | 0             | -                    | 0                    | 0                    | 19     | 9      |
| 1923/24 | Inter    | 1. Divize    | 20     | 6    | -             | 0             | 0             | -                    | 0                    | 0                    | 20     | 6      |
| 1924/25 | Inter    | 1. Divize    | 19     | 12   | -             | 0             | 0             | -                    | 0                    | 0                    | 19     | 12     |
| 1925/26 | Inter    | 1. Divize    | 15     | 5    | -             | 0             | 0             | -                    | 0                    | 0                    | 15     | 5      |
| 1926/27 | Inter    | 1. Divize    | 22     | 9    | IP            | ?             | ?             | -                    | 0                    | 0                    | 22+    | 9+     |
| 1927/28 | Juventus | 1. Divize    | 29     | 12   | -             | 0             | 0             | -                    | 0                    | 0                    | 29     | 12     |
| 1928/29 | Juventus | 1. Divize    | 22     | 7    | -             | 0             | 0             | Stř.P                | 2                    | 0                    | 24     | 7      |
| 1929/30 | Juventus | Serie A      | 16     | 3    | -             | 0             | 0             | -                    | 0                    | 0                    | 16     | 3      |
| 1930/31 | Messina  | 3. Divize    | 19     | 10   | -             | 0             | 0             | -                    | 0                    | 0                    | 19     | 10     |
| 1931/32 | Messina  | 3. Divize    | 30     | 18   | -             | 0             | 0             | -                    | 0                    | 0                    | 30     | 18     |
| 1932/33 | Peloro   | 3. Divize    | 17     | 4    | -             | 0             | 0             | -                    | 0                    | 0                    | 17     | 4      |
| 1933/34 | Novara   | Serie B      | 5      | 0    | -             | 0             | 0             | -                    | 0                    | 0                    | 5      | 0      |
| 1934/35 | Comense  | Serie B      | 15     | 5    | -             | 0             | 0             | -                    | 0                    | 0                    | 15     | 5      |
| 1935/36 | Varese   | 4. Divize    | 8      | 1    | -             | 0             | 0             | -                    | 0                    | 0                    | 8      | 1      |
| 1936/37 | Arezzo   | Serie C      | 4      | 0    | -             | 0             | 0             | -                    | 0                    | 0                    | 4      | 0      |
| Celkem  | Celkem   | Celkem       | 375    | 225  | -             | 1+            | 3+            | -                    | 2                    | 0                    | 378+   | 228+   |

## Hráčské úspěchy

### Klubové
- 2× vítěz italské ligy (1919/20, 1921/22)

### Reprezentační
- 1x na MP (1927-1930 - zlato)